# باد آرولزن
شهر باد آرولزن (به آلمانی: Bad Arolsen) در ایالت هسن در کشور آلمان واقع شده است.